# Реде (Нижня Саксонія)
Реде (нім. Rhede) — сільська громада в Німеччині, розташована в землі Нижня Саксонія на кордоні з Нідерландами. Входить до складу району Емсланд.
Площа — 75,02 км2. Населення становить 4398 ос. (станом на 31 грудня 2021).